# Sergius I. (Neapel)
Sergius I. († 864) war von 840 bis zu seinem Tod Herzog von Neapel und der erste von 17 Herrschern aus der Familie Sergius, die das Herzogtum Neapel von 840 bis 1137 für fast 300 Jahre regierten.

## Herkunft und Persönliches
Sergius wurde in den ersten Jahrzehnten des 9. Jahrhunderts als Sohn von Marino und Eupraxia, die beide der neapolitanischen Land- und Militäraristokratie angehörten, geboren. Aus der Ehe mit seiner Frau Drusa entstammen mindestens vier Kinder (Gregorios, Caesarius, Athanasios und Stephanos) und möglicherweise ein fünftes (Marino). Die Namen seiner Mutter und dreier seiner Söhne deuten auf eine Verwandtschaft mit der Familie des neapolitanischen Herzogs Stephanos II. (755–766) hin.
Ob Sergius über ausgezeichnete Griechisch- und Lateinkenntnisse verfügte, ist umstritten. Angeblich konnte Dux Sergius unvorbereitet Texte aus dem Griechischen ins Lateinische und umgekehrt übersetzen. Es könnte aber auch sein, dass es sich dabei um eine Verwechslung mit dem gleichnamigen Papst Sergius I. handelt.

## Herrschaft
Ursprünglich herrschte Sergius über Cumae, das damals im neapolitanischen Einflussbereich lag. Nach Contardus Ermordung, der vom fränkischen König Lothar I. kurzzeitig als Herzog von Neapel eingesetzt worden war, wählten die neapolitanischen Aristokraten Sergius zu seinem Nachfolger. Da das Byzantinische Reich nicht mehr für den Schutz Neapels vor Aggressoren, wie zum Beispiel dem Fürstentum Benevent sorgen konnte, begann das Herzogtum Neapel unter Sergius I. sich nach und nach von der byzantinischen Oberherrschaft zu emanzipieren, weshalb es in den 840er Jahren mehrmals eigenständig gegen die Sarazenen Krieg führte.
Sergius setzte seinen Sohn Gregorios bereits 850 als seinen Nachfolger ein und führte damit eine dynastische Praxis im Herzogtum ein, die bis zum letzten Herrscher seiner Familie Sergius VII. Bestand hatte. Auch führte er seinen jüngeren Sohn Athanasios in den Klerus der Stadt ein. Dieser stieg bereits 849 im Alter von 17 Jahren zum Bischof von Neapel auf. Nach den jahrelangen Kämpfen arrangierte sich der Herzog im Laufe seiner Herrschaft wieder mit den Sarazenen. Nach seinem Tod im Jahr 864 folgte ihm sein Sohn Gregorios nach.